# د بویز (گروه موسیقی کره جنوبی)
د بویز (انگلیسی: The Boyz; کره‌ای: 더보이즈) گروه پسرانه اهل کره جنوبی است که توسط آی‌اس‌تی انترتینمنت شکل گرفته‌است و مدیریت می‌شود. این گروه در ۶ دسامبر ۲۰۱۷ با انتشار تک‌آهنگ «پسر» از نخستین آلبوم چندآهنگه خود به نام The First فعالیتش را آغاز کرد. این گروه اکنون متشکل از سانگ‌یون، جیکوب، یونگ‌هون، هیون‌جه، جویون، کوین، نیو، کیو، جو هاک‌نیون، سون‌وو و اریک است و در اکتبر سال ۲۰۱۹، هوال این گروه را ترک کرد.

## اعضا
اطلاعات برگرفته از پروفایل اعضا در ناور و وبگاه رسمی است.
فعلی
- سانگ‌یون (کره‌ای: 상연) – لیدر، وکالیست[۴]
- جیکوب (کره‌ای: 제이콥) – وکالیست
- یونگ‌هون (کره‌ای: 영훈) – وکالیست
- هیون‌جه (کره‌ای: 현재) – وکالیست
- جویون (کره‌ای: 주연) – دنسر، وکالیست[۵]
- کوین (کره‌ای: 케빈) – وکالیست[۶]
- نیو (کره‌ای: 뉴) – وکالیست[۷]
- کیو (کره‌ای: 큐) – دنسر، وکالیست[۶][۸]
- جو هاک‌نیون (کره‌ای: 주학년) – دنسر، وکالیست[۹]
- سون‌وو (کره‌ای: 선우) – رپر
- اریک (کره‌ای: 에릭) – رپر، وکالیست، دنسر[۸]

پیشین
- هوال (کره‌ای: 활) – دنسر، رپر[۸]